# Patriarchenteiche

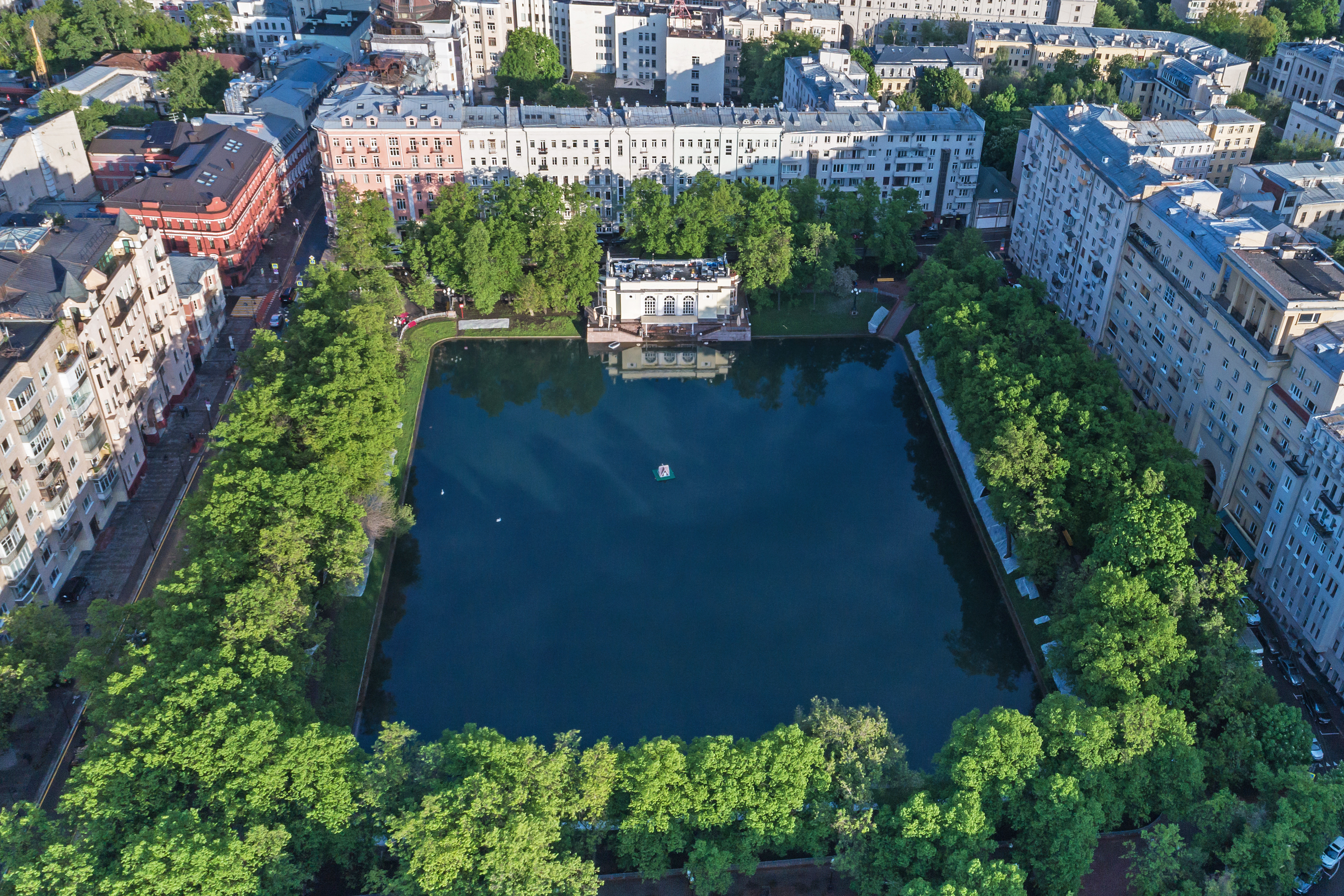
Patriarchenteich, Luftaufnahme

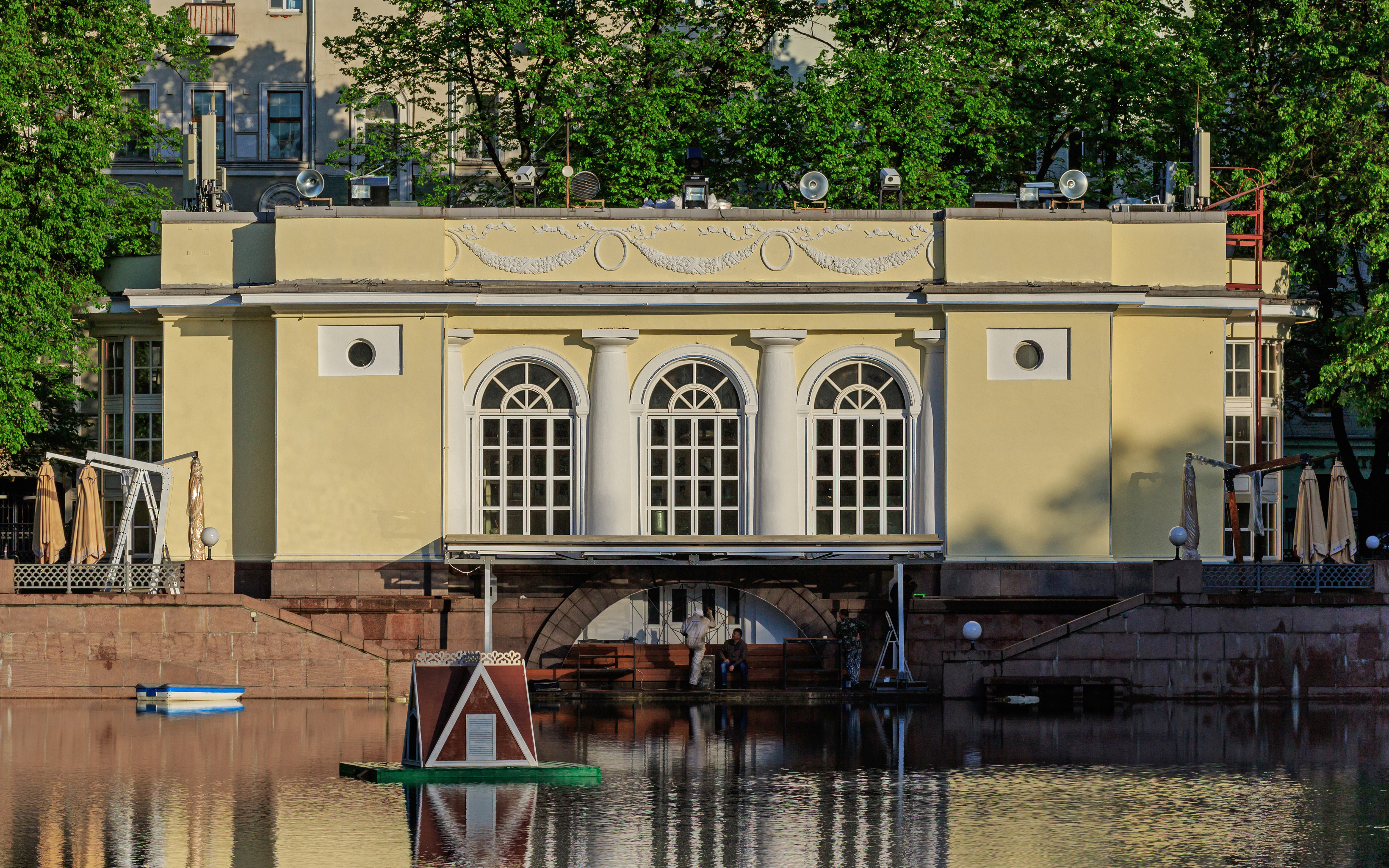
Pavillon am Teich

Patriarchenteiche (russisch Патриаршие пруды, Transkription Patriarschije prudy) ist eine geläufige, jedoch inoffizielle Bezeichnung für ein Stadtviertel im historischen Zentrum der russischen Hauptstadt Moskau sowie für ein dort gelegenes, knapp 10.000 m² großes und zwei Meter tiefes künstliches Gewässer (Teich). Das Viertel befindet sich in fußläufiger Nähe der Twerskaja-Straße, des Gartenrings sowie der Metrostation Majakowskaja. Die Patriarchenteiche galten schon im 19. Jahrhundert als beliebte Wohngegend und lieferten auch bekannten Künstlern Stoff für ihre Werke (darunter dem Schriftsteller Michail Bulgakow für sein bekanntestes Buch Der Meister und Margarita).

## Geschichte
Da sich nahe dem heutigen Teich ursprünglich zwei weitere befanden, wird für das Viertel bis heute die Mehrzahlform Patriarchenteiche verwendet. Im 17. Jahrhundert gehörte das damals noch von Sümpfen und kleinen Flüsschen geprägte Gelände dem im Kreml ansässigen Hof des Moskauer Patriarchen. Gegen Ende des Jahrhunderts ließ der damalige Patriarch Joachim die Sümpfe trockenlegen und an ihrer Stelle drei künstliche Teiche anlegen, in denen seitdem Fische für die Küche des Patriarchenhofs gezüchtet wurden. Nachdem jedoch im Jahre 1721 das Patriarchenamt in der russisch-orthodoxen Kirche abgeschafft wurde, verloren die Gewässer ihre ursprüngliche Bedeutung, wurden nicht mehr gepflegt und versumpften daher im Laufe der Jahrzehnte. Erst im 19. Jahrhundert, als die Gegend inzwischen nicht mehr am Rande der Stadt lag und zunehmend besiedelt und bebaut wurde, wurde sie komplett umgestaltet. Dabei schüttete man zwei der drei Teiche zu und legte an den Ufern des verbliebenen Sees einen gut zwei Hektar großen Park an, der einem Boulevard ähnelt.
Die heutige Bebauung erhielt das Viertel rund um den Teich im Wesentlichen Anfang des 20. Jahrhunderts, als es inzwischen zu einem beliebten Wohn- und Ausflugsort der Moskauer avancierte. Es entstanden dort vornehme Mietshäuser, vereinzelt auch Stadtvillen. In der frühen Sowjetzeit wurden anliegende Straßen vornehmlich mit monumentalen Elite-Wohnhäusern im Stile des sogenannten Sozialistischen Klassizismus bebaut. 1986 entstand am Südufer des Teichs ein im Retrostil gehaltener Pavillon, in dem sich heute ein Restaurant befindet.
Gegenwärtig gelten die Patriarchenteiche als eine der vornehmsten Wohngegenden in Moskau und werden vor allem wegen ihres historischen Werts sowie der zentralen und zugleich relativ ruhigen Lage geschätzt. Der Teich und der ihn umgebende Park wurden zuletzt 2003 runderneuert. In den Wintermonaten wird der zugefrorene Teich traditionell als öffentliche Eisbahn eingerichtet.

## Bekannte Künstler und Rezeption

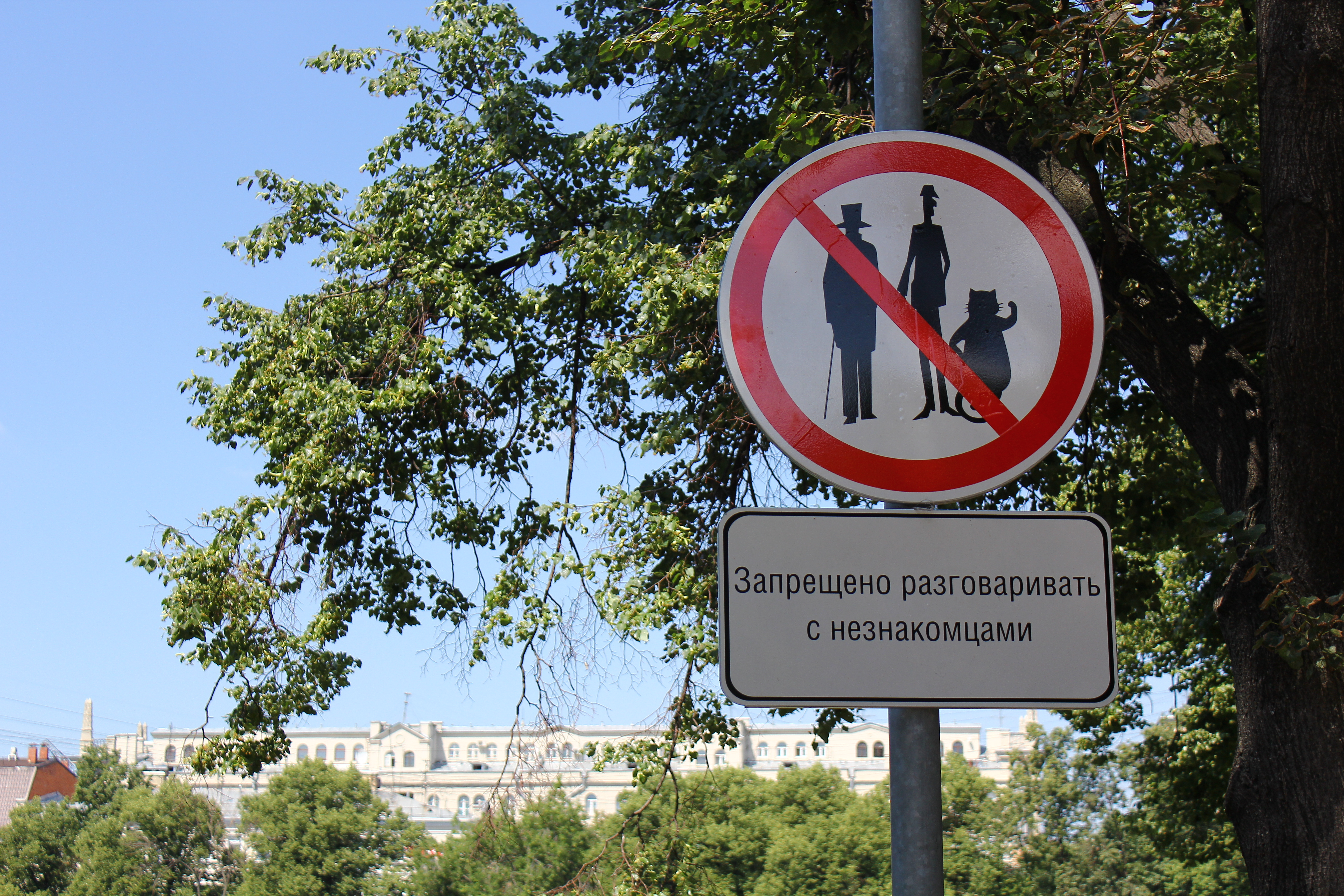
Das Schild erinnert an das Verbot, mit Fremden zu sprechen – eine Anspielung auf Bulgakows Roman Der Meister und Margarita

Im Viertel rund um den Patriarchenteich lebten oder wirkten mehrere bekannte Künstler. In einer der Gassen nahe dem Teich wurde 1892 die Dichterin Marina Zwetajewa geboren, ebenso wohnten zeitweise die Dichter Alexander Blok und Wladimir Majakowski im Viertel, zu Ehren des letzteren wurde 1938 auch die nahe gelegene Metrostation benannt. Als Naherholungsort diente der Teich im 19. und im frühen 20. Jahrhundert einer Reihe weiterer berühmter Künstler als Ziel, darunter Leo Tolstoi, Alexei Tolstoi, Alexander Puschkin und Nikolai Gogol.
Die prominenteste Erwähnung in der Literatur findet der Patriarchenteich im Roman Der Meister und Margarita von Michail Bulgakow. Dort ist der Park am Patriarchenteich gleich Schauplatz der ersten Szene, eine Reihe weiterer Szenen des Romans spielen sich ebenfalls im Viertel rund um den Teich ab, so beispielsweise am Gartenring (Sadowaja). Am letzteren, wenige Gehminuten vom Teich entfernt, befindet sich ein ehemaliges Mietshaus, in dem der Autor in den Jahren 1921–24 wohnte. Seine damaligen Wohnung, die im Buch als „ungute Wohnung“ Erwähnung findet, dient heute als Museum.